# جزیره کوناشیری
جزیره کوناشیری (به لاتین: Kunashir Island) یک جزیره در روسیه است که در منطقه یوژنو-کوریلسکی واقع شده‌است. کوناشیری جنوبی ترین جزیره از جزایر کوریل است که تحت کنترل روسیه است اما ژاپن نسبت به آن ادعای سرزمینی دارد.